# 445
Період падіння Західної Римської імперії. У Східній Римській імперії триває правління Феодосія II. У Західній правління Валентиніана III, значна частина території окупована варварами, зокрема в Іберії утворилося Вестготське королівство, а Північну Африку захопили вандали. У Південному Китаї правління династії Лю Сун. В Індії правління імперії Гуптів. У Японії триває період Ямато. У Персії править династія Сассанідів.
На території лісостепової України Черняхівська культура. У Північному Причорномор'ї готи й сармати. Історики VI століття згадують плем'я антів, що мешкало на території сучасної України приблизно з IV сторіччя. З'явилися гуни, підкорили остготів та аланів і приєднали їх до себе.

## Події
Імператор Західної Римської імперії Валентиніан III видав едикт проти маніхейства. Накладено покарання на тих, хто зберігатиме маніхейські книги.
Петроній Максим стає патрицієм і головним політичним супротивником Флавія Аеція у Західній Римській імперії.
Один із співправителів гунів Бледа загинув на полюванні. Ймовірно, нещасний випадок йому влаштував Аттіла, який стає єдиним правителем. До Аттіли прибув Флавій Орест, молодий римський аристократ, який стане одним із найвпливовіших секретарів правителя гунів.

## Померли
- Бледа, вождь гунів.